# The Rise of the Golden Idol
The Rise of the Golden Idol est un jeu vidéo de réflexion indépendant sorti le 12 novembre 2024 et développé par le studio letton Color Gray Games. Il s'agit de la suite de The Case of the Golden Idol, sorti deux ans plus tôt.
Situés en Amérique dans les années 1970, dans un univers mêlant crime, mort et dépravation, les  chapitres invitent le joueur à scruter les indices laissés sur des scènes de crime pour en déduire une frise chronologique entière des évènements.
Comme son prédécesseur, le jeu est globalement très bien reçu par la critique, qui loue la qualité des scénarios et la direction artistique particulière. Des chapitres additionnels doivent être publiés en 2025 ; le premier d'entre eux, intitulé Les Péchés de New Wells, sort le 4 mars 2025.

## Histoire
Tandis que le premier opus se déroulait dans une Angleterre alternative du XVIIIe siècle, The Rise of the Golden Idol prend place en Amérique dans les années 1970, dans un univers mêlant crime, mort et dépravation. Les scènes font notamment référence à la recherche scientifique, aux hippies et à la culture de la télévision.
Le joueur y incarne un détective à la recherche d'une statuette magique capable d'offrir richesse et pouvoir à son propriétaire,,.

## Système de jeu
The Rise of the Golden Idol comporte quinze enquêtes à la difficulté croissante, les trois premières étant disponibles gratuitement sur le site officiel du jeu. Comme son prédécesseur, le jeu fonctionne avec des textes à trous et autres schémas à compléter pour vérifier que l'on comprend bien la disposition des différentes scènes.

## Développement

### Production
Le succès de The Case of the Golden Idol, qui se vend à 250 000 exemplaires après sa parution à l'automne 2022, pousse ses créateurs, les deux frères Andrejs et Ernests Kļaviņš, à travailler sur un nouvel opus. Ils voient plus grand pour cette suite, et recrutent des scénaristes et concepteurs supplémentaires. Ils concluent également un accord commercial avec Netflix pour que le jeu soit disponible aux abonnés du service du streaming, qui apprécie le potentiel de nouveaux contenus épisodiques qu'offre la structure de ce genre de jeu.

### Sortie
Le jeu paraît le 12 novembre 2024 sur Microsoft Windows, macOS, Linux, Xbox One, Xbox Series, PlayStation 4, PlayStation 4, ainsi que sur Android et iOS via Netflix ; puis, il sort le 14 novembre sur Nintendo Switch,,.

### Contenus additionnels
Quatre chapitres bonus seront commercialisés en 2025, chacun comportant au moins quatre niveaux,.
La première extension, sortie le 4 mars 2025, s'intitule Les Péchés de New Wells et suit le détective Roy Samson face au syndicat du crime qui oppresse sa ville,.
La deuxième extension, Le Phénix de Lémurie, sort quant à elle le 13 mai 2025 et se concentre sur la civilisation fictive des lémurois. Elle inclut cinq scénarios, qui s'étendent de 1910 à 1950.
La troisième extension, L'Âge des restrictions, sort le 15 juillet 2025 et explore l'ancienne Lémurie : contrée d'une civilisation fictive disparue, très avancée technologiquement mais isolée du reste du monde, à l'origine de l'idole dorée.
Une quatrième et dernière extension est prévue pour une sortie au troisième trimestre 2025.

## Accueil
Le jeu est accueilli favorablement par la presse vidéoludique, avec un score global de 84 % recensé par les agrégateurs de critiques OpenCritic et Metacritic,. Le Monde salue « des scénarios toujours aussi jouissifs à résoudre », mais souligne une interface devenue moins intuitive par rapport au premier jeu. Gamekult lui accorde une note de 9 sur 10, puisque l’œuvre « préserve [selon eux] l'esthétique si particulière de la franchise malgré les avancées technologiques évidentes sous le capot ». La rédaction déplore tout de même des soucis au niveau de l’interface et de la maniabilité sur Steam Deck.